# Maria Gonzaga de Màntua
Maria Gonzaga de Màntua -en italià Maria Gonzaga di Mantova - (Màntua, 29 de juliol de 1609 - ibídem, 14 d'agost de 1660) era la filla del duc de Màntua i de Montferrat Francesc IV Gonzaga (1586 - 1612) i de Margarida de Savoia (1589 - 1655). El seu pare va morir molt jove quan ella tenia tan sols tres anys. Després de la primera guerra de Montferrat el 1613, Maria va ser enviada a viure al Monestir de Santa Úrsula a Màntua.
El 25 de desembre de 1627 es va casar amb Carles de Gonzaga-Nevers (1609 - 1631), fill del duc de Màntua Carles I Gonzaga-Nevers (1580 - 1637) i de Caterina de Lorena (1585 - 1618). El matrimoni va tenir dos fills:Elionor (1630 - 1686) i Carles (1629-1665).
El 1637 va assumir la regència del ducat en morir el seu sogre Carles I de Gonzaga-Nevers, després d'haver mort ja el seu marit i essent el seu fill Carles encara menor d'edat. Va dedicar tots els seus esforços a refer el ducat molt malmès després del setge i posterior saqueig per part de l'exèrcit imperial, el 1630.
Va canviar la línia estratègica d'aliances, apartant-se de la corona francesa amb qui s'havia aliat el seu sogre, i que tants desastres va causar al Ducat de Màntua. I va optar per un acostament al Sacre Imperi Romanogermànic i a Espanya gràcies al suport de la seva tia l'emperadriu Elionor Gonzaga.
Aquest acostament a l'Imperi va culminar amb l'establiment d'aliances matrimonials a través dels seus fills. En primer lloc va casar el seu fill Carles amb Isabel Clara d'Habsburg, neboda de l'emperador Ferran II del Sacre Imperi Romanogermànic, i tot seguit va casar la seva filla Elionor amb l'emperador Ferran III.
Maria també va ser molt activa en política interna, i va substituir tots els funcionaris de tendència francesa; i a més va tirar endavant moltes reformes per a posar ordre a l'estat de Màntua i per a afavorir la immigració.
La seva regència va acabar el 1647 quan el seu fill va complir els 18 anys i es va fer càrrec del govern. Aquest va frenar bona part dels progressos que ella havia fet per al desenvolupament de Màntua.